# Озолин, Карл Карлович
Карл Карлович Озолин (7 ноября 1901, Цесис — 4 сентября 1944, Дахау) — участник Великой Отечественной войны, один из организаторов и лидеров «Братского Союза Военнопленных»

## Биография
Карл Карлович Озолин родился 7 ноября 1901 (по другим данным — 1902) года в Цесисе (Латвия).
После окончания военного училища служил в авиации, был командиром 46-й отдельной штурмовой авиационной эскадрильи ВВС Черноморского флота в звании майора. 19 августа 1941 года в воздушном бою был сбит и раненным попал в плен. Сначала содержался в лагере для военнопленных Шталаг Люфтваффе II в Лодзи (лагерный номер 131), затем переведен в концлагерь Дахау.
В марте 1943 года стал одним из организаторов подпольной антифашистской организации Братский союз военнопленных в лагере советских военнопленных офицеров.
4 сентября 1944 года был казнён в числе группы из 94 советских офицеров. Казнь фигурировала в свидетельских показаниях на Нюрнбергском процессе.
Из материалов Нюрнбергского процесса:
Блаха: Летом или поздней весной 1944 года старшие русские офицеры: генералы, полковники и майоры - были доставлены в Дахау. В  последующие недели их допрашивали в политическом отделе, то есть их доставляли после каждого такого допроса в совершенно истерзанном состоянии в госпиталь, так что я мог видеть некоторых из них и хорошо знал их. Это были люди, которые неделями могли лежать только на животе, и мы должны были удалять отмиравшие части кожи и мускулов оперативным путем. Некоторые не выдерживали подобных методов допроса и погибали, остальные 94 человека затем по распоряжению из Берлина, из главного управления имперской безопасности, в начале сентября 1944 года были доставлены в крематорий и там стоя на коленях были расстреляны выстрелом в затылок.